# Allegheny Airlines
Allegheny Airlines — скасована авіакомпанія зі штаб-квартирою в Піттсбурзі (штат Пенсільванія, США), яка працювала на ринку регулярних пасажирських перевезень у період з 1953 по 1979 роки. На базі даного перевізника в 1979 році утворилася магістральна авіакомпанія США USAir.
Портом приписки перевізника був Національний вашингтонський аеропорт (округ Арлінгтон, Вірджинія).

## Історія
Діяльність Allegheny Airlines почалася зі створення авіакомпанії All American Aviation Company, яка була заснована як частина сімейного бізнесу американськими бізнесменами братами Річардом і Алексісом Дюпонами, і початку виконання поштових та пасажирських перевезень 7 березня 1939 року.

### До 1979 року

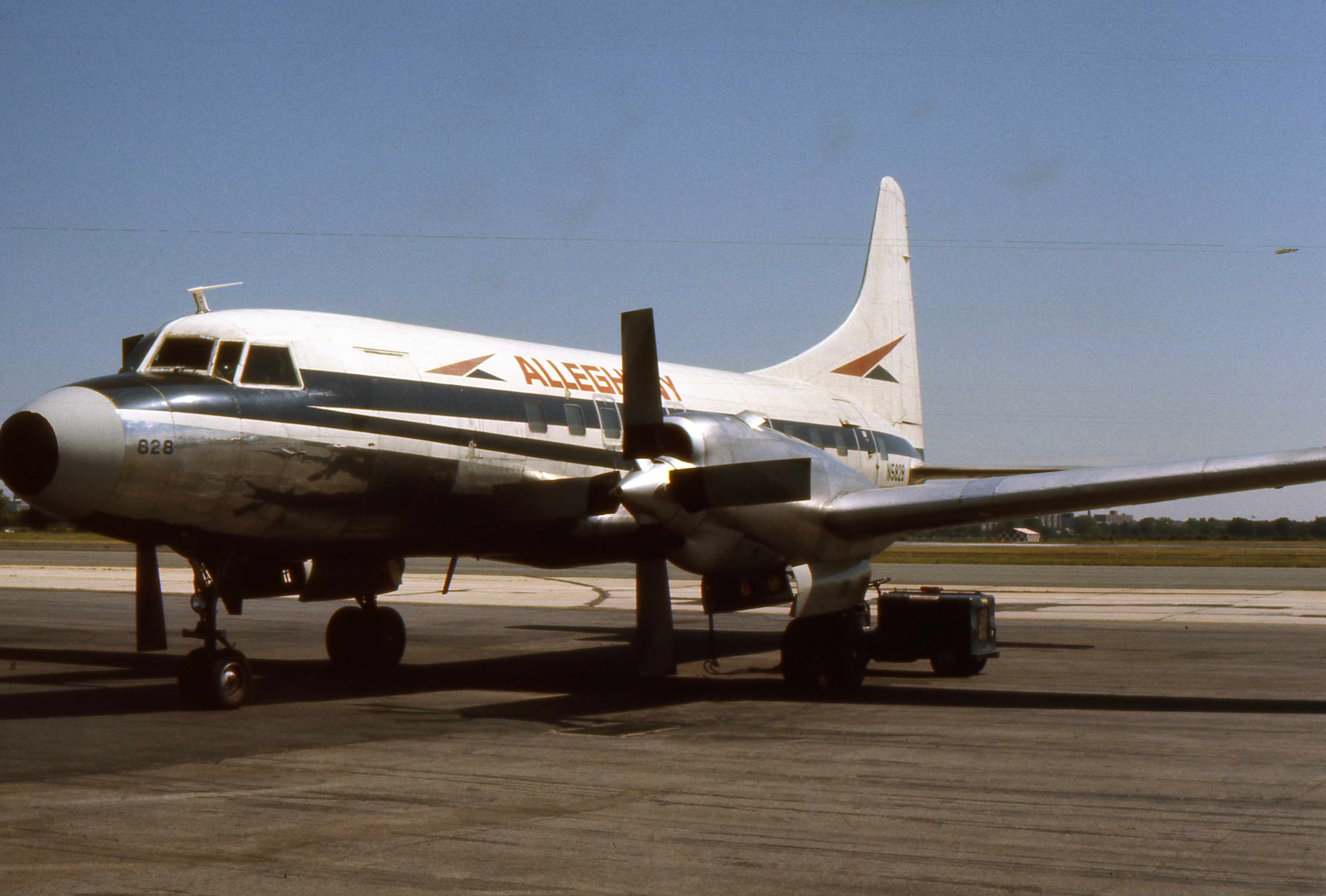
У 1975 році Allegheny Airlines експлуатувала 41 лайнер Convair 580

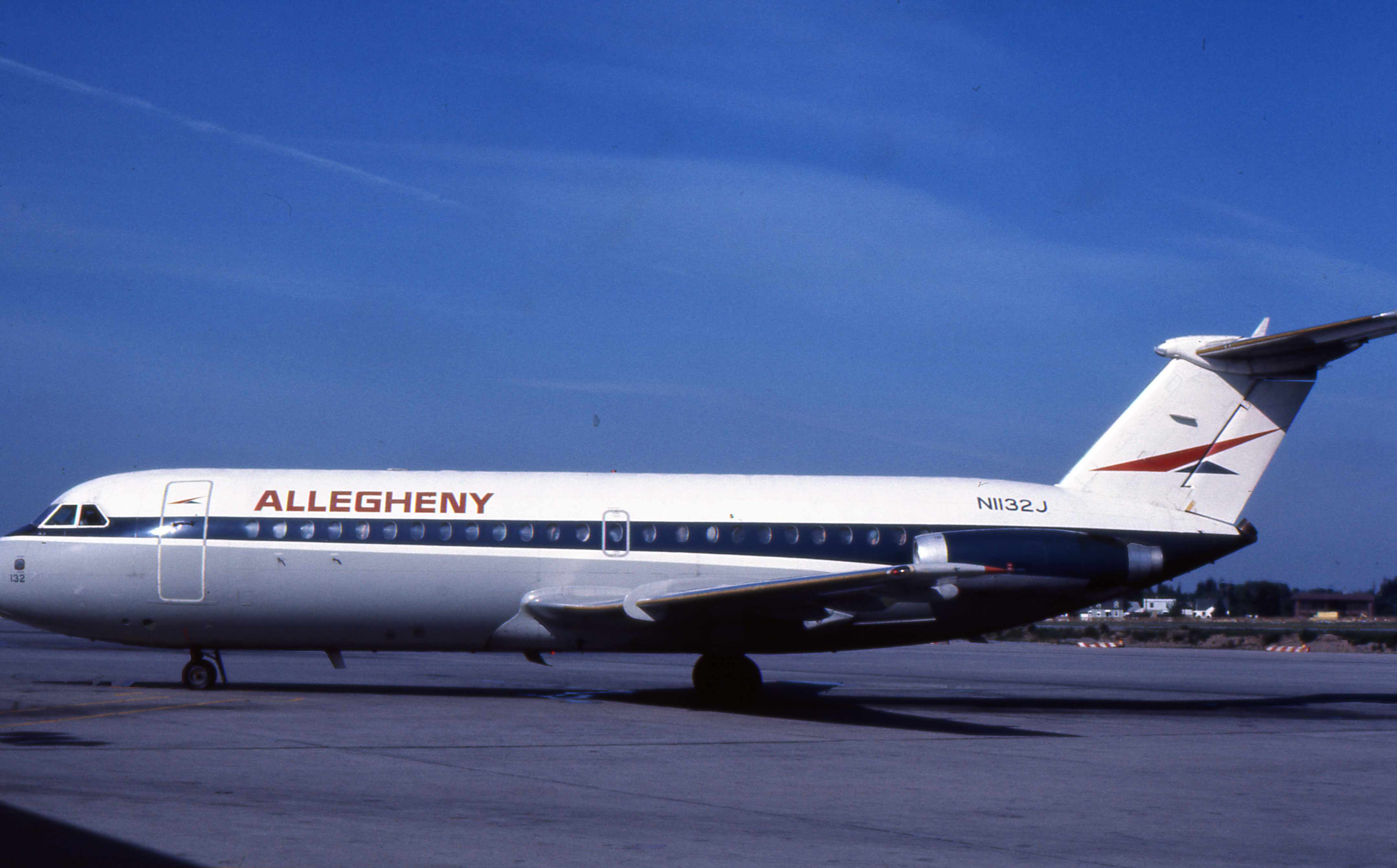
На регулярних маршрутах використовувалися також літаки BAC 1-11

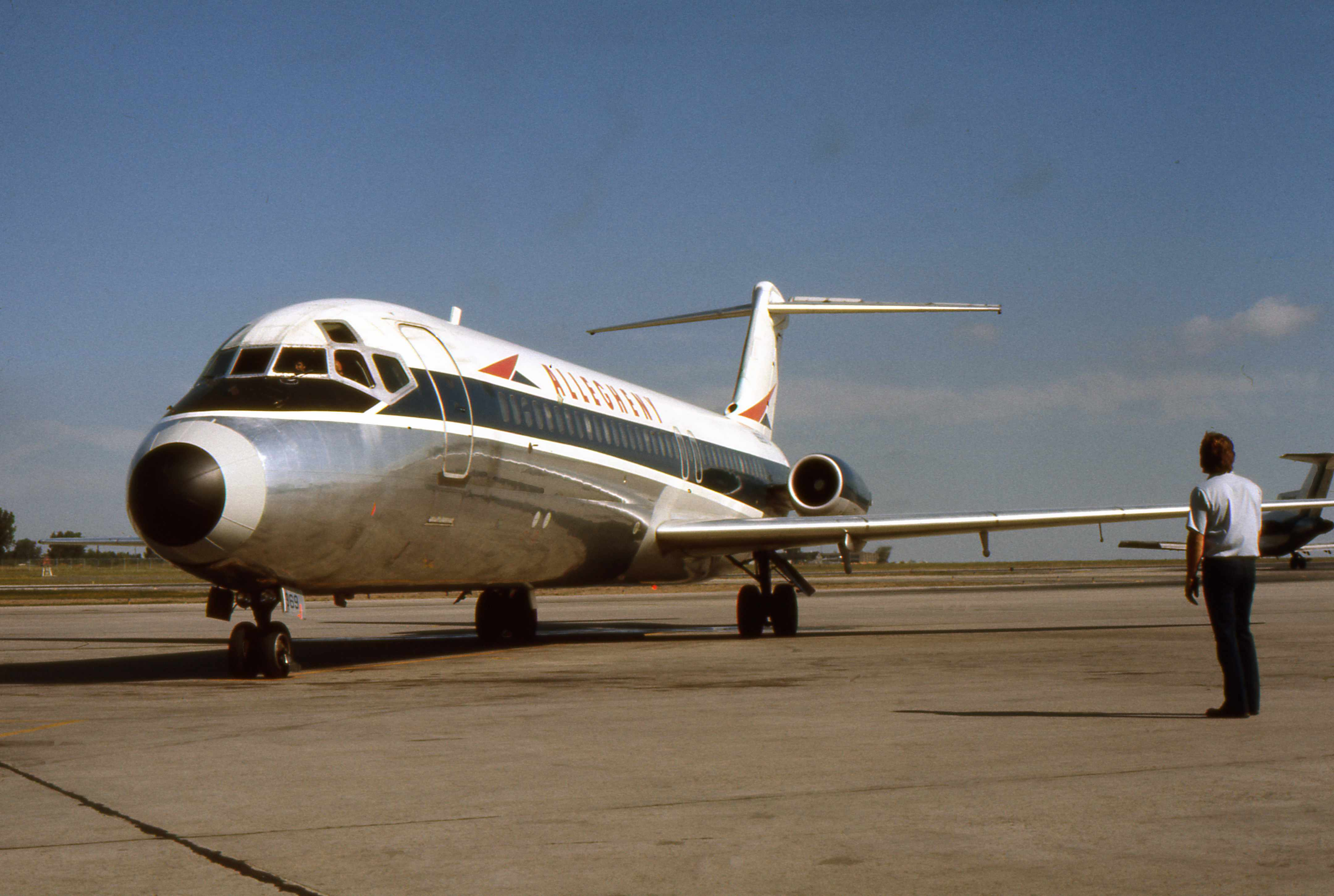
Флот літаків Douglas DC-9 авіакомпанії налічував 36 одиниць

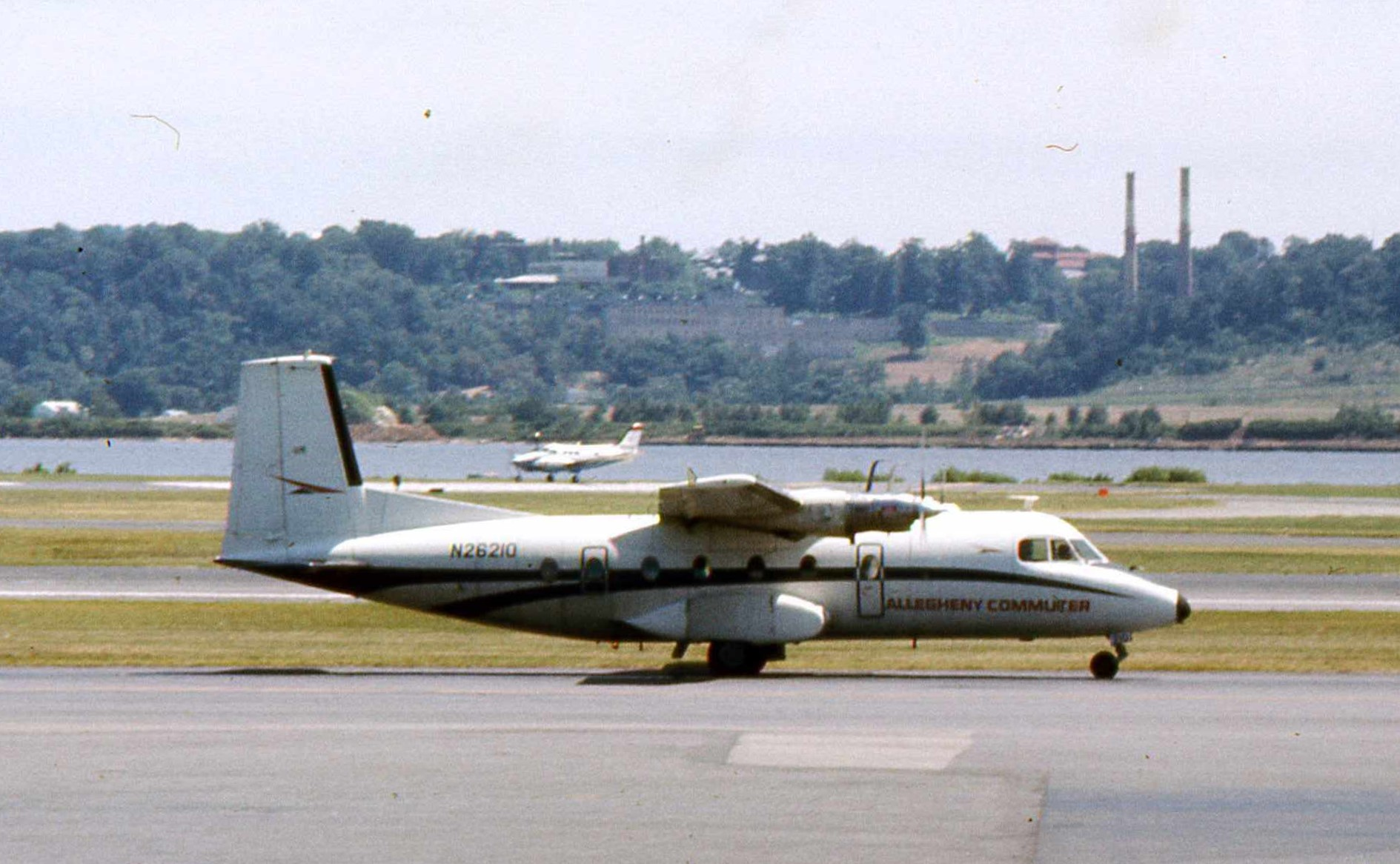
Підрозділ місцевих авіаліній експлуатувало турбогвинтові Nord 262

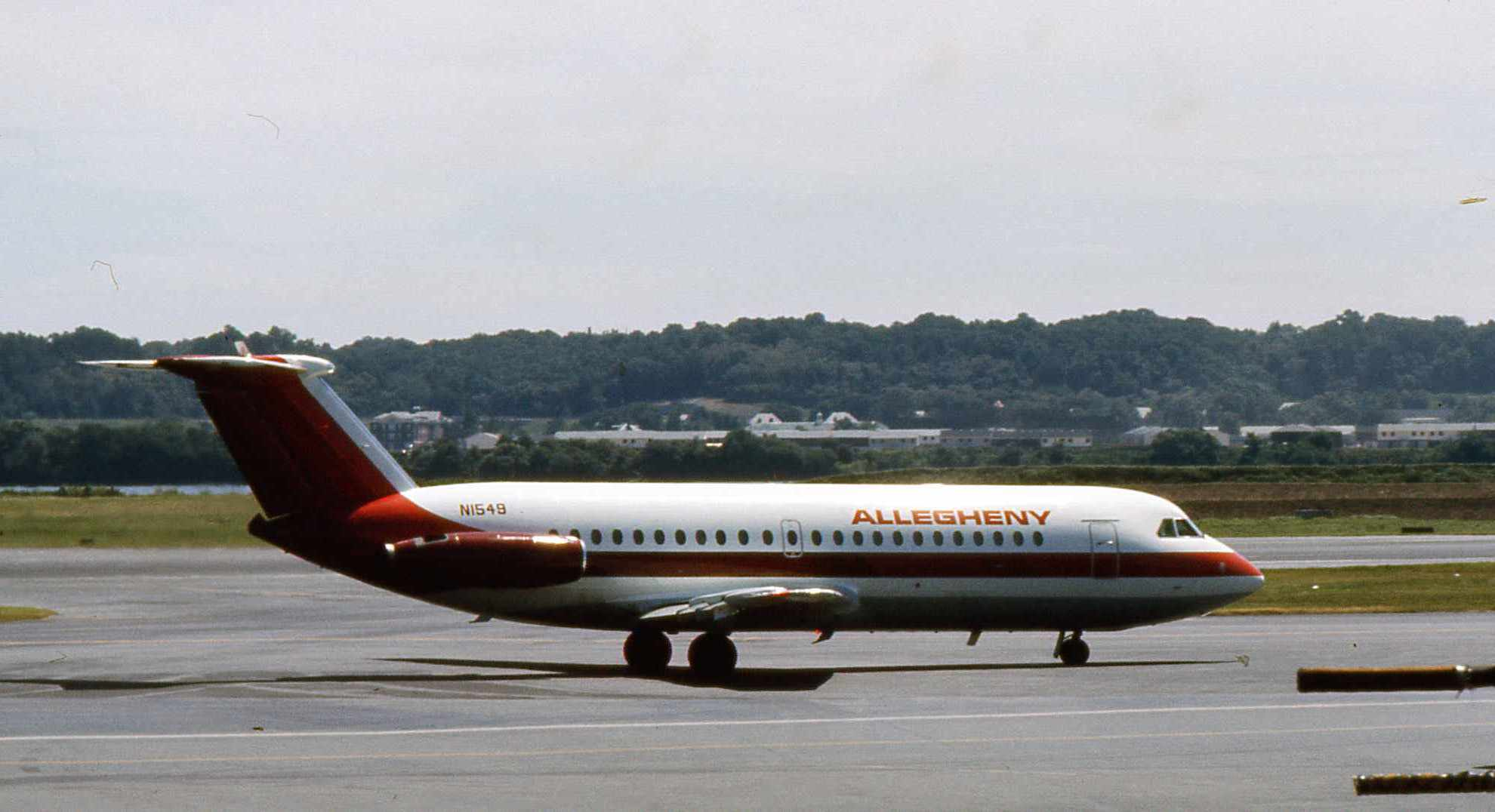
BAC 1-11 авіакомпанії Allegheny Airlines в кольорах новій лівреї, 1975 рік

У 1949 році All American Aviation Company була перейменована в All American Airways, оновлена компанія повністю зосередилася на обслуговування пасажирських маршрутів. 1 січня 1953 року авіакомпанія знову змінила свою офіційну назву на Allegheny Airlines, під яким працювала протягом більш ніж двох десятиліть.
Аналогічно іншим регіональним авіакомпаніям США того часу діяльність Allegheny дотувалася федеральним урядом. Так, у 1962 році 23,5 мільйонів доларів США операційної виручки 6,5 мільйонів доларів склали доходи, пов'язані з наданням послуг державі (англ. public service revenue).
У 1961 році авіакомпанія почала експлуатацію шести літаків Convair CV-540 з переобладнаними турбогвинтовими двигунами британського виробництва Napier Eland, що згодом виявилося невдалою ідеєю внаслідок постійних проблем з ними. Через кілька років Allegheny Airlines придбала кілька нових лайнерів Fairchild F-27J (назвавши їх «Vistaliner»), які були американською версією Fokker F27. Надалі за замовленням компанії була проведена заміна двигунів літаків Convair CV-580 на мотори виробництва General Motors/Allison. Оновлені лайнери отримали загальну назву «Vistacruiser».
Allegheny Airlines стала першою авіакомпанією в світі, створила мережу афілійованих регіональних перевізників (Allegheny Commuter).
Поступово компанія розширювала свою діяльність: у 1966 році ввела в експлуатацію перший Douglas DC-9, в 1968 році поглинула авіакомпанію Lake Central Airlines, в 1972 році — авіакомпанію Mohawk Airlines, ставши тим самим найбільшим авіаперевізником північно-східної частині Сполучених Штатів і шостий у світі за обсягом перевезених пасажирів. Однак, з розширенням діяльності прийшли й інші проблеми — в 1970-х роках Allegheny Airlines отримала неофіційне прізвисько Agony Air через свій незадовільний сервіс.
Після вступу в 1978 році в силу Федерального закону США про дерегулювання комерційних авіаційних перевезень авіакомпанія змінила 28 жовтня 1979 року свою офіційну назву на USAir, що в подальшому дозволило їй суттєво розширити свою маршрутну мережу в південно-східній частині Сполучених Штатів.
|      | Allegheny | Mohawk               | Lake Central         |
| ---- | --------- | -------------------- | -------------------- |
| 1951 | 30        | 16                   | 5                    |
| 1955 | 56        | 49                   | 17                   |
| 1960 | 131       | 116                  | 36                   |
| 1965 | 289       | 348                  | 95                   |
| 1970 | 1683      | 566                  | (злиття в 1968 році) |
| 1975 | 3272      | (злиття в 1972 році) |                      |

Подальша діяльність авіакомпанії як USAir і US Airways

## Інциденти і авіаподії
- 1 грудня 1959 року. Літак Martin 2-0-2, що виконував регулярний рейс 371 в Вільямспорт, розбився в горах при заході на посадку в аеропорту призначення. Загинули 25 осіб[7][8].
- 19 жовтня 1962 року, літак Convair 440 Вашингтон-Провіденс. В заході на посадку в проміжному аеропорту міста Хартфорд у лайнера раптово відчинилися двері аварійного виходу. Загинула стюардеса Франсуаза де Морьє, викинута потоком повітря у відчинені двері[9].
- 24 грудня 1968 року. Convair 580, який прямував регулярним рейсом 736 Детройт — Вашингтон, зачепив дерева і розбився при заході на посадку в аеропорту Брадфорд (Пенсільванія). Загинуло 20 осіб з 47 на борту[10].
- 6 січня 1969 року. Convair 580, що виконував регулярний рейс 737 Вашингтон — Детройт, зазнав аварії при заході на посадку в аеропорту Брадфорд (Пенсільванія). Загинули 11 осіб з 28 на борту літака[11].
- 9 вересня 1969 року. Douglas DC-9, регулярний рейс 853 Цинциннаті-Індіанаполіс. У процесі зниження для заходу на посадку в Індіанаполіс лайнер зіткнувся з пілотованим стажистом невеликим приватним літаком Piper PA-28-140 Cherokee. Загинули 83 людини, що знаходилися на обох літаках.

- 7 червня 1971 року. Convair 580, регулярний рейс 485 з Вашингтона до Нью-Гейвен з проміжною посадкою в Нью-Лондон (Коннектикут). Літак впав перед злітно-посадковою смугою аеропорту Нью-Хейвен. Загинуло 26 пасажирів і 2 члени екіпажу, двом пасажирам і одному члену екіпажу вдалося вижити. Причиною авіакатастрофи стала помилка пілота[12].
- 23 червня 1976 року. Douglas DC-9, який прямував регулярним рейсом 121 з Провіденса (Род-Айленд) в Мемфіс (Теннессі) з трьома проміжними посадками, при виконанні заходу на посадку в міжнародному аеропорту Філадельфія потрапив у сильний зсув вітру і впав за межами ЗПС. Всім 86 людям на борту лайнера вдалося вижити[13].